# 阿拉巴斯坦王國
阿拉巴斯坦王國是漫畫《ONE PIECE》裡虛構的國家，是創立世界政府的20個王國之一。位於偉大航道「聖汀島」的沙漠王國，首都是阿爾巴那，整個國家的人口約有1000萬人，紀錄指針存滿需5天。「阿拉巴斯坦」為現實生活中埃及特產「雪花石膏」的音譯。

## 國家概要
在第一部的故事中，時任「王下七武海」的「Mr.0」沙·克洛克達爾主導著秘密犯罪組織「巴洛克華克」在王國施行「理想鄉作戰」，使這裡持續3年完全沒有下雨，順勢用計謀引起誤會、民怨，因而引發內戰，死傷慘重。後來在公主娜菲魯塔利·薇薇和草帽海賊團的活躍下，克洛克達爾被魯夫打敗，國家下的第一場雨同時也平息了戰火。
「頂點戰爭」過後，王國開始受到大量海賊的侵擾，但由於各城市和港口都守備嚴密，受攻擊的地方都基本無損。

### 文化
- 由於是沙漠地區，為了預防被過於灼熱的陽光灼傷，當地居民穿著多為寬鬆的長袖衣袍。
- 為擁有參與世界會議的權利的諸多國家之一。

### 地理

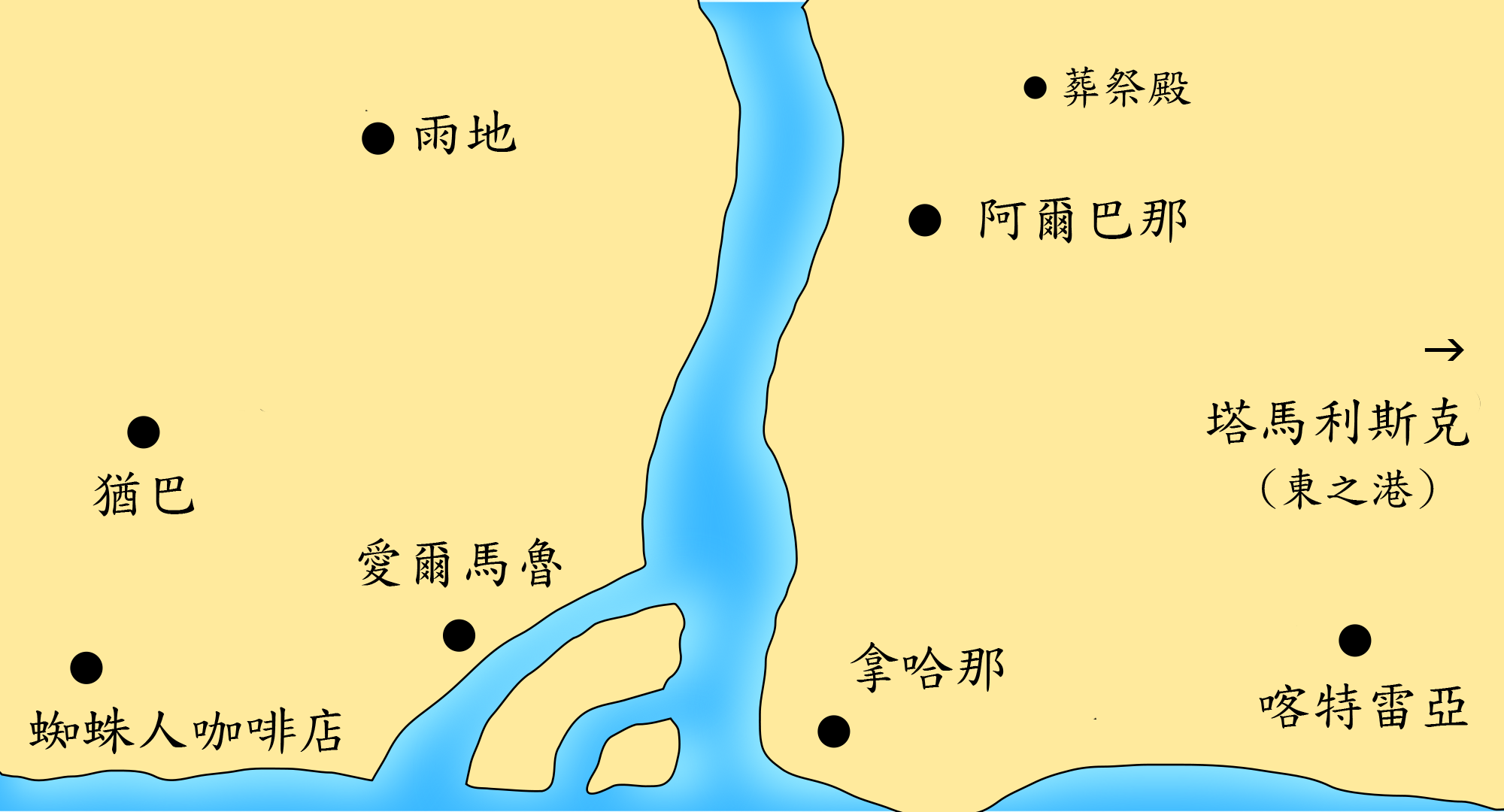
阿拉巴斯坦王国地理位置示意图

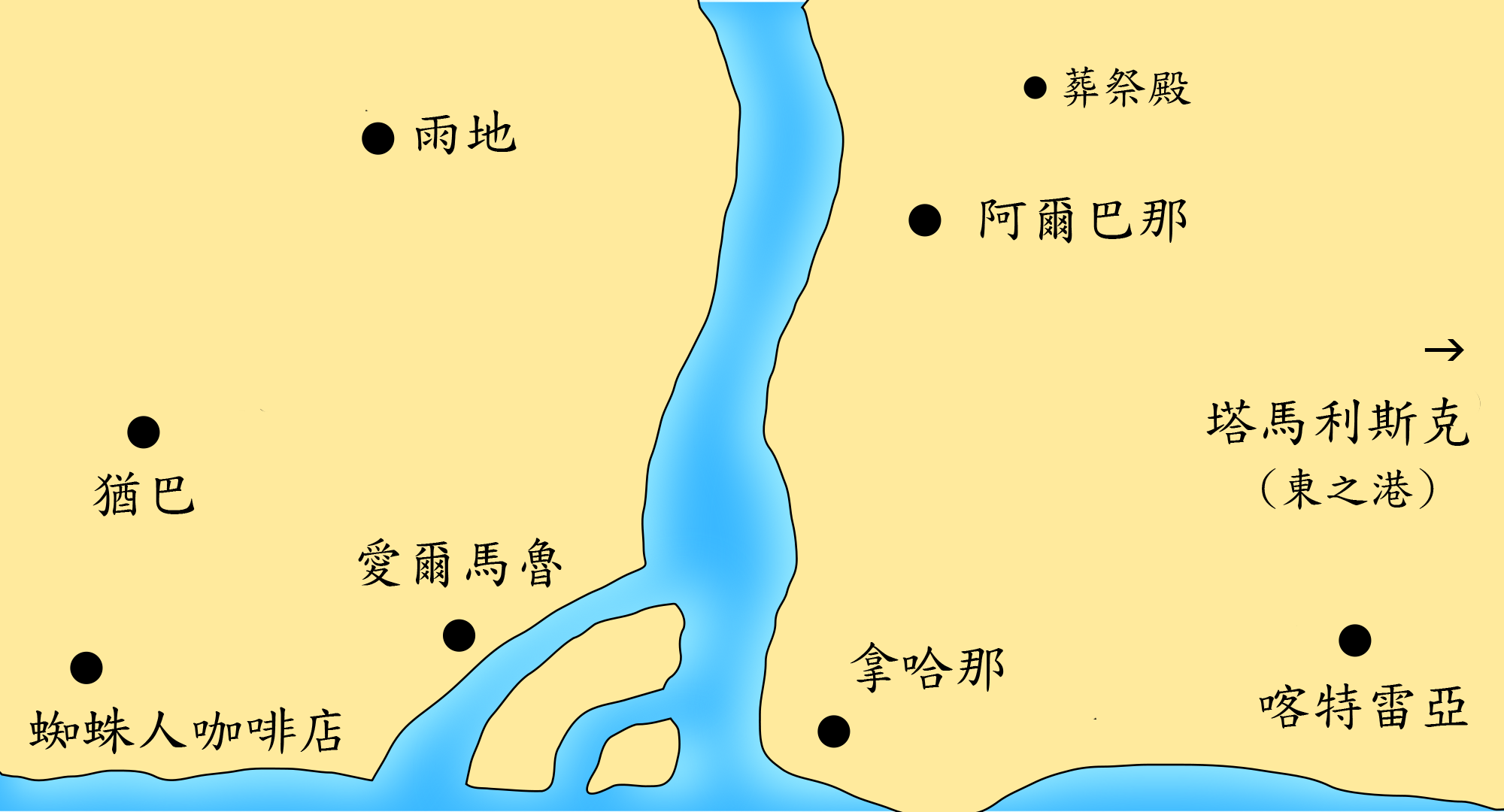
阿拉巴斯坦王國地理位置示意圖

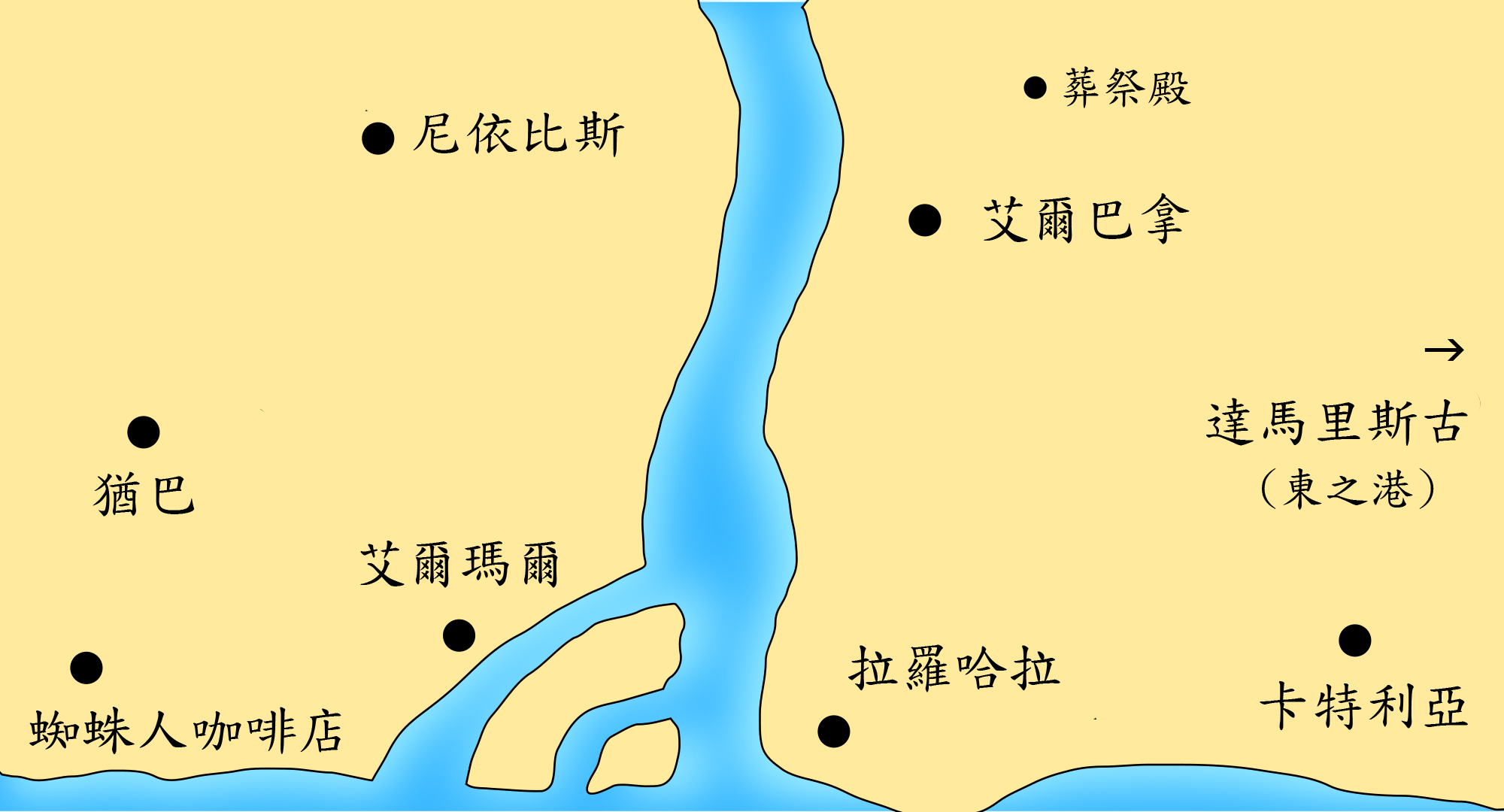
雪花石膏王國地理位置示意圖

- 阿爾巴那（Alubarna）

阿拉巴斯坦王國首都，以宮殿為基點建造了四個陣營，分為東南西北四區，進入城市的門總計有五個，分別為西門、西南門、南門、東南門和東門。
- 阿爾巴那宮殿（Alubarna Palace）

娜菲魯塔莉家族、政府、國王軍有關人士所住的宮殿，被建在圓形的土地上，可以遠望阿爾巴那市區，叛亂軍和國王軍在宮殿前面的廣場展開激烈戰鬥。
- 葬祭殿

位在阿爾巴那王宮的西邊，王家墓地，有往地下的秘密通道。
- 地下聖殿

位於葬祭殿地下，是記載古代兵器「冥王」位置的歷史本文的所在地，同時也是魯夫和克洛克達爾進行最終決戰的舞台。爲了守護石碑，設有能讓聖殿倒塌的機關。
- 梅地議事堂（Medi Assembly Hall）

位在阿爾巴那的北區，索隆、娜美與「Mr.1」、Miss Double Finger決鬥的地點。
- 波爾卡通道（Polka Street）

位在阿爾巴那的南區，香吉士與「Mr.2」馮·克雷決鬥的地點。
- 拿哈那（Nanohana）

位於阿拉巴斯坦王國正面大門的港都，盛產香水。
- 愛爾馬魯（Erumalu）

綠洲之城，位在聖多河下游的街區，聖多河下游水勢退減後造成水源不足，因而成為乾旱的犧牲者之一。
- 蜘蛛人咖啡店（Spiders Cafe）

位在愛爾馬魯的西邊，Miss Double Finger在此地經營咖啡店。
- 猶巴（Yuba）

阿拉巴斯坦王國西部的交易中心，內亂期間曾經是叛亂軍的基地，後來被涅盤開發成溫泉島。
- 喀特雷亞（Katorea）

叛亂軍的集合地，因距離阿爾巴那比較近以及水源的問題而從猶巴遷移到此。駱駝睫毛曾在此幫叛亂軍搬運貨物。
- 雨地（Rainbase）

夢想之城，是唯一沒受到乾旱和內亂影響的街區，克洛克達爾在此地開設賭城「雨宴」（Rain Dinners），後來「雨宴」在經營者克洛克達爾戰敗和妮可·羅賓脫離組織的情況下關門大吉。
- 塔馬利斯克（Tamarisk）

位於阿拉巴斯坦王國東邊的港都，海軍本部黑檻部隊在此地與草帽海賊團戰鬥。

## 角色介紹

### 納菲魯塔利王族
納菲魯塔利王族為八百年前創立世界政府的二十個王族之一，同時也是D之一族，但沒有跟隨入住「聖地」馬力喬亞，而是繼續統治阿拉巴斯坦王國，並守護古代兵器「冥王」的歷史本文。
名字取自于古埃及法老拉美西斯二世的王后娜菲鲁塔利。
納菲魯塔利·D·苙苙（Nefertari D. Lili，納菲魯塔利·D·莉莉）
阿拉巴斯坦王國女王（800年前），800年前創立世界政府的二十位國王之一，然而莉莉沒有選擇成為世界貴族（天龍人），也沒有搬到聖地「馬力喬亞」，但之後再也沒有回國。莉莉失踪後，由其弟弟接替她成為阿拉巴斯坦王國的統治者。
納菲魯塔利·D·寇布拉（Nefeltari D. Cobra）
聲優：家弓家正〈第85～324話〉→上田敏也〈第512話〉→鄉田穗積〈第776話起〉（日本）；孫中台（台灣）
演員：山德希爾·拉曼穆西
年齡：48歲→50歲（已故），生日：2月13日，身高：182公分，星座：水瓶座，血型：F型，出身地：偉大的航路“阿拉巴斯坦王國”，喜歡的食物：庫納法。
阿拉巴斯坦王國第12代國王，薇薇的父親。留著一頭黑色中長髮。主張「國即是民」，懂得體恤他人，執政時總會事先考慮國民的利益，因此深受國民愛戴。
常常過度關心女兒薇薇，有時為了觀察薇薇的情況而和伊卡萊姆扮成小偷尾隨在後，兩人曾合力擊退企圖綁架薇薇的小混混，是個好父親也是個色老頭，曾率領草帽海賊團的男船員偷窺女子澡堂，還曾經不小心跑進薇薇的更衣室結果被蒂菈歌妲毆打。幾年前於世界政府加盟國會議中大聲斥責瓦波爾對國家不負責任的態度。在阿拉巴斯坦王國事件後放下身為一國之君的尊嚴對蒙其·D·魯夫等人叩頭道謝。
兩年後老了很多，後腦勺以下的頭髮和鬍鬚變白，因為生病而在宮中靜養，但在伊卡萊姆與薇薇前來探望他的時候，他還興高采烈的對兩人指出草帽海賊團重新出發的報章消息。為了向世界政府詢問攸關歷史本文的細節而試著提出和五老星會面的要求，偕同薇薇及部下出席世界會議，並曾收到海軍上將「藤虎」的來信，在世界會議前夕和「藤虎」與多雷斯羅薩國王利克王會面。
世界會議結束後世經傳出被革命軍的參謀總長薩波給行刺的消息，但是實則被世界政府的伊姆和五老星所害，並讓闖入現場的薩波得以逃離。
名字的由來是眼鏡蛇（Cobra），形象则取自于古埃及法老胡夫和拉美西斯二世以及图特摩斯三世。
納菲魯塔利·D·蒂蒂（Nefeltari D. Titi）
已故。阿拉巴斯坦王國王妃，薇薇的母親。僅於前傳第零話短暫登場，薇薇的樣貌便是遺傳自她。
形象则取自于古埃及法老拉美西斯二世的妻子妮菲塔莉同玛特妮斐鲁丽和女法老哈谢普苏以及女法老尼托克丽丝。
納菲魯塔利·D·薇薇（Nefeltari D. Vivi）
聲優：渡邊美佐（日本）；詹雅菁（台灣）；王夢華／張雪儀（香港）
演員：查瑞夫拉·強德蘭
阿拉巴斯坦王國公主。為了從巴洛克華克手中拯救祖國而成為該組織特務中的間諜，代號為「Miss 星期三」。曾在草帽海賊團的幫助下，一起踏上了短暫的冒險之旅，之後為了祖國重建，選擇留在阿拉巴斯坦王國而放棄繼續草帽海賊團同行。

### 王國護衛隊
尹卡蘭姆（Igaram）
聲優：園部啓一（日本）；孫中台（台灣）
演員：雲達·托馬斯
年齡：48歲→50歲，生日：12月6日，星座：射手座，身高：218公分，血型：X型，出身地：偉大的航路“阿拉巴斯坦王國”，喜歡的食物：竹輪。
阿拉巴斯坦王國護衛隊長，一頭奇特的卷髮是註冊商標，慣用的武器為薩克斯風型的霰彈槍，但一遇到緊急狀況就會用預藏在卷髮中的大砲攻擊對手（發射大砲時會先拉動脖子上的蝴蝶結），和老婆蒂菈歌妲十足的夫妻臉，常常一邊講話一邊做發聲練習，似乎有扮女裝的怪癖，在威士忌山峰和薇薇的立志式上都曾經假扮成薇薇，不過很快就被別人給識破，巴洛克華克臥底時期暱稱「Mr.8」，平時以威士忌山峰鎮長「捲毛伯」自稱，臥底身分曝露後，伊卡萊姆假扮成薇薇的樣子，並帶著幾個人偶搭乘小船企圖騙過趕來威士忌山峰的巴洛克華克殺手，卻在海面上被當時還是巴洛克華克成員的羅賓炸毀，後來奇蹟似生還並且回到阿拉巴斯坦王國和薇薇會合。
兩年後除了長鬍子之外沒什麼變化，在貝爾與加卡準備出席世界會議前，因為在報紙上讀到草帽海賊團重新出發的消息而感到高興不已。
在世界會議篇中，與加卡、貝爾一同擔任寇布拉和薇薇的護衛出席世界會議。對於薇薇能夠和人魚公主白星能夠迅速熟稔並談笑風生感到嘖嘖稱奇。
加卡（Chaka）
聲優：植村喜八郎（日本）；符爽／宋克軍／孫中台／李香生（台灣）
年齡：39歲→41歲，生日：4月26日，身高：213公分，星座：金牛座，血型：S型，出身地：偉大的航路“阿拉巴斯坦王國”。喜歡的食物：香蕉、通心粉拌飯（页面存档备份，存于）。
阿拉巴斯坦王國護衛隊副官兼代理隊長，留著埃及風的短髮。外號「胡狼」加卡（ジャッカルのチャカ）。動物系「犬犬果實 胡狼型態」能力者，胡狼人，必殺技是「鳴牙」。
和貝爾並稱阿拉巴斯坦王國最強戰士，擅長速攻，以高超的劍術配合動物系自身速度上的優勢幾乎無人能敵，在伊卡萊姆不在的期間擔任代理隊長。阿拉巴斯坦王國事件中為保護薇薇和寇沙而和克洛克達爾戰鬥，但最後卻以敗北收場。
兩年後沒什麼變化，為了出席世界會議，讓蒂菈歌妲幫忙設計新的服裝。
人兽型形象参考自古埃及的掌管死亡的死神胡狼神阿努比斯。
貝爾（Pell）
聲優：野島健兒（日本）；符爽／宋克軍／孫中台（台灣）
年齡：33歲→35歲，生日：8月23日，身高：189公分，星座：狮子座，血型：X型，出身地：偉大的航路“阿拉巴斯坦王國”，喜歡的食物：雞肉料理、肉丸子。
阿拉巴斯坦王國護衛隊副官，戴著頭巾，雙眼眶個別塗著深紫色的四角星彩妝，身穿白色長袍。外號「隼」之貝爾（ハヤブサのペル）、大神隼。動物系「鳥鳥果實 隼型態」能力者，隼人，必殺技是「飛爪」。
和並稱阿拉巴斯坦王國最強戰士。擅長空中戰，除此之外還負責空中偵察任務和找人等工作，慣用武器為刀，隼型態時則會使用裝設在翅膀上的機關槍攻擊對手，性格敦厚，是除伊卡萊姆之外，和薇薇最為親近的人。
阿拉巴斯坦王國事件中為避免王國毀滅的危機，將鐘塔上的巨大定時炸彈帶往高空進行安全爆炸，一般普遍認為他已經在那場爆炸中犧牲，不過後來卻奇蹟似地生還，左邊胸膛也因此多了片傷疤。動畫版的結尾還看到自己被立了一個墳墓，上面放著加卡剛祭拜完的鮮花。
兩年後沒什麼變化，為了出席世界會議，讓蒂菈歌妲幫忙設計新的服裝。
人兽型形象参考自古埃及的太阳神和主神拉。
鳥爪部隊（Tsumegeri Guards）
由4名戰士組成的阿拉巴斯坦王國精英護衛團。因保護國王寇布拉，喝下「豪水」以生命換取短暫提升戰鬥力以對抗克洛克達爾，最後壯烈犧牲。
豹達（Hyota）
聲優：鈴木貴宏（日本）；符爽（台灣）
部隊成員，留長鬍子，武器為巨劍。
布拉姆（Barrel）
聲優：高崎拓郎（日本）；符爽（台灣）
部隊成員，留海很長，武器為長斧。
阿洛（Arrow）
聲優：藤原勝也（日本）；宋克軍（台灣）
部隊成員，高瘦身材，武器為長劍。
巴雷爾（Brahm）
聲優：不明（日本）；孫中台（台灣）
部隊成員，眼下畫線，武器為斧頭。

### 王宮侍女
蒂菈歌妲（Terracotta）
聲優：園部啟一（日本）；孫中台（台灣）
阿爾巴那宮殿廚房的領班，伊卡萊姆的妻子，與伊卡萊姆的相似程度幾乎近百，在宮殿掌廚了30年，料理手腕一流。兩年後沒什麼變化，為準備出席世界會議貝爾和加卡設計新的服裝。
名字前段的「Terra」為拉丁語的地球，後段的「cotta」為義大利的甜點奶酪（Panna cotta）。
女僕（Maidy）
聲優：陰山真壽美、川嶋愛〈劇場版8〉（日本）；許淑嬪（台灣）
阿爾巴那宮殿女僕，在「立志式」開始前替薇薇打扮和整理衣裝。

### 超級快跑鴨部隊
跑得快（Karu，飛毛腿）
聲優：粗忽屋（日本）；符爽（台灣）
年齡：14歲→16歲，生日：11月8日，身高：150公分，星座：天蠍座，血型：F型，出生地：偉大的航路“阿拉巴斯坦王國”，喜歡的食物：冰水、吳郭魚。
超級快跑鴨部隊隊長，擁有比豹還快的腳力，是阿拉巴斯坦王國最快的動物。薇薇公主的座騎，也是她的愛鴨，自小時候起就待在薇薇的身邊，並和薇薇一起混進巴洛克華克，在戰鬥中為薇薇立下不少汗馬功勞。
雖然他生性膽小又有點迷糊，但自從遇見魯夫他們之後，從小花園之戰到阿爾巴那戰役都有不少傑出表現（曾在小花園擊敗巴洛克華克的高級特務「Miss 黃金週」）。左翅上有夥伴的「X」記號，同樣與薇薇被作者視為是前任草帽海賊團的夥伴之一，與草帽海賊團分別後，體型似乎成長了不少。
牛仔（Cowboy）
年齡：14歲→16歲，生日：4月12日，身高：155公分，星座：牡羊座，血型：F型，出生地：偉大的航路“阿拉巴斯坦王國”，喜歡的食物：洛神花茶。
戴著牛仔帽，有西部風味的酷小子。
（Stomp）
年齡：13歲→15歲，生日：10月10日，身高：202公分，星座：天秤座，血型：X型，出生地：偉大的航路“阿拉巴斯坦王國”，喜歡的食物：碳酸飲料。
是個總是喜歡把帽子反過來戴的傢伙。
（Ivan X）
年齡：14歲→16歲，生日：1月8日，身高：228公分，星座：摩羯座，血型：S型，出生地：偉大的航路“阿拉巴斯坦王國”，喜歡的食物: 仙人掌。
頭上戴著有角的頭盔，體格不錯的傢伙。
（Bourbon Jr.）
年齡：12歲→14歲，生日：4月8日，身高：133公分，星座：牡羊座，血型：F型，出生地：偉大的航路“阿拉巴斯坦王國”，喜歡的食物：波本威士忌。
脖子上掛著酒瓶，沒事就會喝個幾口。
（Kentauros）
年齡：13歲→15歲，生日：11月23日，身高：157公分，星座：射手座，血型：F型，出生地：偉大的航路“阿拉巴斯坦王國”，喜歡的食物：牛奶布丁。
嘴巴咬著雪茄，頭戴空軍頭盔。
（Hikoichi）
年齡：12歲→14歲，生日：5月1日，身高：138公分，星座：金牛座，血型：S型，出生地：偉大的航路“阿拉巴斯坦王國”，喜歡的食物：飯糰。
頭戴斗笠，身穿蓑衣。
睫毛（Matsuge）
聲優：粗忽屋東品川店（日本）；符爽（台灣）
年齡：15歲→17歳，生日：8月17日，身體高度：190公分，星座：獅子座，血型：F型，出身地；偉大航道“阿拉巴斯坦王國”，喜歡的食物：咖哩。
駱駝，「睫毛」為娜美取的暱稱。性格好色，原則是「不載男人」（但還是有載過喬巴和騙人布）。曾在叛亂軍的基地喀特雷亞協助運送貨物，與喬巴認識後不久跟隨草帽海賊團行動。目前加入超級快跑鴨部隊。

### 叛亂軍
和皇室為敵的非政府軍團，在魯夫擊敗克洛克達爾後正式解散，並協助阿拉巴斯坦王國進行重建工程。
寇沙（Koza）
聲優：草尾毅、進藤尚美〈少年時期〉（日本）；符爽、許淑嬪〈少年時期〉（台灣）
年齡：20歲→22歲，生日：5月26日，身高：177公分，星座：雙子座，血型：X型，出身地：偉大航道“阿拉巴斯坦王國”，喜歡的食物：烤邪惡白鷺鷥肉、猶巴的水。
叛亂軍首領，戴護目鏡的金髮男子，薇薇的青梅竹馬，小時候是小孩隊「砂砂團」的首領。曾為了保護薇薇被小混混揮刀砍傷眼睛，因此左邊額頭還留著一條傷疤。
在經歷「跳舞粉事件」後開始對國王寇布拉產生不信任感，成為叛亂軍首領，前來談判的時候被假冒國王軍的巴洛克華克成員開槍射傷，因而掀起了推翻阿拉巴斯坦王國的烈火，在魯夫擊敗克洛克達爾後，他也解開了對國王軍的誤會，和父親共同重建阿拉巴斯坦王國。
兩年後成為阿拉巴斯坦王國的環境大臣，並且在「猶巴」的廣場前和前叛亂軍成員閱讀草帽海賊團重新出發的消息。薇薇等人出席世界會議時，偕同其他民眾前往港口送別薇薇。
（Farafra）
聲優：不明（日本）
叛亂軍成員。在戰爭中為保護寇沙而失去一截肩膀。
（Erik）
聲優：園部啓一（日本）；孫中台／符爽（台灣）
叛亂軍成員，寇沙的參謀，小時候是乾旱城鎮矢伊連的孩子王，長大後加入叛亂軍。
（Kebi）
聲優：竹本英史（日本）；宋克軍／孫中台（台灣）
叛亂軍成員，寇沙的左右手，原「砂砂團」成員。頭戴防風鏡，長大後加入叛亂軍。
（Okame）
叛亂軍成員，原「砂砂團」成員。是個身材胖胖的小女生，長大後身材變得苗條加入叛亂軍。

### 阿爾巴那
（Toto）
聲優：塚田正昭〈ep.103-130〉→稻葉實〈ep.777〉（日本）；符爽〈ep.103-130〉→孫中台〈ep.777〉（台灣）
叛亂軍首領寇沙的父親，年輕時頗為發福，曾率領開墾隊要開發猶巴。在克洛克達爾的陰謀之下，綠洲猶巴荒廢，親生兒子更成立了叛亂軍，但他仍相信國王的清白，日夜不停在猶巴不停挖掘地面尋找水源，以致於整個人變得乾瘦。名言是猶巴才不會輸給砂子。在魯夫擊敗克洛克達爾後，和寇沙協助重建阿拉巴斯坦王國。兩年後沒什麼變化，在猶巴的廣場前和寇沙閱讀草帽海賊團重新出發的報章消息。
五郎（Gorou）
的弟弟，寇沙的叔叔。在涅盤的協助下達成開立溫泉旅館的夢想。
（Kappa）
聲優：野田順子（日本）；許淑嬪（台灣）
阿拉巴斯坦王國城鎮「拿哈那」的擦鞋童，想加入叛亂軍卻被寇沙趕走，無意間發現馮克雷假扮的國王在街上製造暴動，還來不及說出來就被Mr.1雙人組殺成重傷，後尹卡萊姆的幫助下向所有人道出了一切的真相。
剪刀（Scissors）
搬家蟹，「剪刀」是娜美取的暱稱。是睫毛的朋友，性格也很好色，只要看到女人就很開心。曾協助草帽海賊團橫越沙漠，並在看到娜美的舞孃裝扮的情況下全速狂奔。曾一度能夠在水面上奔跑，但沒多久就沉了下去。
功夫海牛
經常群聚在聖多河下游的河床上練武，習慣拜師於打敗自己的人，因此全數被魯夫收為徒弟，並一度希望跟隨魯夫穿越沙漠繼續修行，但被喬巴勸解。曾協助草帽海賊團渡過聖多河（上游），理由是「不能放下師父的小弟不管」（當時魯夫不在）。

### 國民
硼醫生（Dr.Ho）
聲優：不明（日本）；宋克軍（台灣）
阿拉巴斯坦的老醫生，稱讚喬巴的醫術。
醫生（Dr.Potsun）
聲優：稻田徹（日本）；宋克軍（台灣）
住在沙漠的醫生，在沙漠中目送一位他救活的病患離去。
巴魯巴魯薩（Barbarossa）
聲優：長島雄一（日本）；孫中台（台灣）
動畫原創人物。「巴魯巴魯團」團長，嘴邊留著一圈鬍子，非常高大，身材幾乎是圓形，發言時頭頂的小雨傘會隨之撐開。巴魯巴魯團是一個以船在沙漠中航行的砂賊團，旗幟為大鬍子的骷髏以及兩把長柄的小雨傘，全員戴著小雨傘的頭飾。曾招待魯夫一行人。
拉纱（Rasa）
聲優：長澤美樹（日本）；許淑嬪（台灣）
動畫原創人物。巴魯巴魯團團員，與薇薇年紀相當，熟悉砂橇的使用。年幼時，所居住的綠洲曾接待巡視到此的寇布拉國王與薇薇公主，國王承諾必定會照顧所有的人民。當時由拉纱代表歡迎並致贈砂橇作為紀念。近年的乾旱造成綠洲乾枯，居民卻遲遲等不到國王的關切而紛紛離去，然而拉纱繼續等待，直到某一天被巴魯巴魯薩邀請加入砂賊團。
卡謬（Camus）
聲優：山崎巧（日本）；宋克軍（台灣）
動畫原創人物。小混混的頭領，帶著三個手下在一個沙漠中的村落假冒叛亂軍，藉此騙吃騙喝，而村裡也因為叛亂軍的名號嚇跑了小盜賊。薇薇與草帽海賊團經過此地時上演「海賊入侵」的戲碼，以測試他們是否真的具有保護人民的心意。因回想起小時候崇拜王國戰士的情景而下定決心奮戰到底，保護孩子們的夢想，於是薇薇放心地離開。
蠍子男（Scorpion）
聲優：小杉十郎太（日本）；孫中台（台灣）
動畫原創人物。年輕時為賞金獵人，「蠍子」是其綽號。為了家庭，現在與兩個兒子在壞地（Bad Land）過著有一餐沒一餐的生活。為了向兒子說明「夢想」的重要性而挑戰「火拳」艾斯。經常講著自編的賞金獵人事蹟，最常提到的海賊是「雙槍的丹尼赫魯巴特魯夏」。
波波（Popo）
動畫原創人物。鴕鳥，蠍子男的夥伴，主要為交通工具，但經常會幫倒忙。
迪布&奇布（Dip&Chip）
聲優：金田朋子、寺田春日（日本）；許淑嬪、詹雅菁（台灣）
動畫原創人物。蠍子男的兩個兒子。認為父親是為了自己放棄夢想，故應當同樣地留在壞地生活。蠍子知道之後便出發要打倒艾斯，後悔的兩人便一路追著。曾拜託艾斯幫忙帶回蠍子男，而隨著蠍子男的落敗，父子三人團聚回到壞地。
女記者
聲優：佐藤聰美（日本）；錢欣郁（台灣）
動畫原創人物。「頂點戰爭」結束後來採訪的阿拉巴斯坦王國女記者，是拍下魯夫「3D2Y」的照片的人。

## 在現實世界的引用
- 大學行政管理暨政策學系助理教授蔡偉銑在「動漫運用在通識教育課程上的另類嘗試：以《航海王》與民主政治課程關係為例」中，指出「就算國王軍全軍覆沒，只要打倒克洛克達爾，國民還是可以靠自己的手重建國家。」藉以向非政治系的選修學生，講解「政治或民主」[14]。